# Армандо Пикки (стадион)
«Арма́ндо Пи́кки» (итал. Stadio Armando Picchi), старое название Арденза (Stadio Ardenza) — стадион в городе Ливорно, домашний стадион футбольного клуба «Ливорно». Вместимость 19 238 зрителей.

## История
Стадион заложен в 1933 году, начал действовать в 1935. Несколько раз переименовывался; в 1990 году стадион был назван именем итальянского футболиста Армандо Пикки, родом из Ливорно.